# Gardaure (Arjeplogs socken, Lappland, 740067-154527)
Gardaure är en sjö i Arjeplogs kommun i Lappland och ingår i Skellefteälvens huvudavrinningsområde. Sjön har en area på 6,21 kvadratkilometer och ligger 695,1 meter över havet. Sjön avvattnas av vattendraget Riebnesströmmen.

## Delavrinningsområde
Gardaure ingår i det delavrinningsområde (740283-154162) som SMHI kallar för Utloppet av Gardaure. Medelhöjden är 953 meter över havet och ytan är 40,24 kvadratkilometer. Räknas de 5 avrinningsområdena uppströms in blir den ackumulerade arean 143,26 kvadratkilometer. Riebnesströmmen som avvattnar avrinningsområdet har biflödesordning 2, vilket innebär att vattnet flödar genom totalt 2 vattendrag innan det når havet efter 360 kilometer. Avrinningsområdet består mestadels av skog (12 procent) och kalfjäll (72 procent). Avrinningsområdet har 6,21 kvadratkilometer vattenytor vilket ger det en sjöprocent på 15,4 procent.